# Banksia praemorsa
Banksia praemorsa är en tvåhjärtbladig växtart som beskrevs av Gábor Gabriel Andreánszky. Banksia praemorsa ingår i släktet Banksia och familjen Proteaceae. Inga underarter finns listade i Catalogue of Life.